# Jakub Řehák
Jakub Řehák (* 26. března 1978, Uherské Hradiště) je český básník, esejista a editor. Je nositelem ceny Magnesia Litera (za poezii, v roce 2013). Zabývá se surrealismem a českým post-surrealismem, se kterým sdílí mnoho východisek. Ovlivnila jej poezie Vratislava Effenbergera a setkání s Petrem Králem a Stanislavem Dvorským. 

## Život
Pochází z Luhačovic. Je synem MUDr. Vladimíra Řeháka (1941–2021). Po maturitě na gymnáziu v Uherském Brodě studoval dvouletou nástavbu Vyšší odborné školy filmové ve Zlíně. Pracuje jako redaktor webových stránek Městské knihovny v Praze. Žije v Praze. 
V červnu roku 2015 se v Praze účastnil prvního polistopadového Sjezdu spisovatelů, kde přednesl příspěvek s názvem „Dědičný hřích poezie? Aneb co má dnes básník očekávat od poezie“, otištěný později v knize Poezie ve věku vnějškovosti. V říjnu téhož roku v Ostravě moderoval besedu básníků Adama Zagajewského a Petra Krále, která proběhla pod názvem „Zkušenost exilu a návratu“. V červnu roku 2016 na Noci literatury v Lisabonu četl spolu překladatelem Tiagem Patriciem básně ze sbírky Dny plné usínání. V listopadu téhož roku se účastnil v Goethe institutu diskuze pod názvem Nemrtvá avantgarda spolu s Adamem Borzičem, Ann Cotten a Steffenem Poppem. V listopadu roku 2017 v mnichovském Lyrik Kabinetu na večeru s názvem „Žijeme v době nového úplňku“ prezentoval svoji poezii i tvorbu spřízněných básníků. V letech 2017/2018 se účastnil projektu „Spisovatelé do knihoven“ a s průřezem vlastní tvorby navštívil deset knihoven v České republice. V roce 2018 byl spolu Cornelií Hülmbauerovou, Michalem Habajem a Jarosławem Mikołajewskim nominován na Cenu Václava Buriana a v Olomouci se účastnil večera laureátů. 

## Dílo
Je autorem pěti básnických sbírek. Jako recenzent spolupracoval s časopisy Tvar, A2 nebo Souvislosti. Píše esejisticky laděné texty, zabývající se obecnými problémy poezie, i studie, věnované konkrétním dílům pro něj důležitých autorů. Své literárně-kritické psaní shrnul do objemného svazku Poezie ve věku vnějškovosti: Eseje, recenze a jiné texty z let 2007–2022, který vyšel na sklonku roku 2022. Kniha obsahuje recenze i reflexivní stati o současné české poezii, a esejisticky laděné texty věnované básníkům, spjatým se surrealismem a post-surrealismem. Například André Bretonovi, Vratislavu Effenbergerovi, Stanislavu Dvorskému, Petru Královi nebo Vítězslavu Nezvalovi.  Svazek lze vnímat jako soubor podrobných čtení básnických textů, ale zároveň i jako „manifest“ autorových tvůrčích vyznání.
V roce 2008 vydal debutovou sbírku Světla mezi prkny, která byla v roce 2009 nominována na cenu Magnesia Litera a Cenu Jiřího Ortena. V roce 2012 vydal básnickou knihu Past na Brigitu, za níž obdržel v roce 2013 cenu Magnesia Litera za poezii. Vyzdvižena byla především básnická skladba Yellow Umbrella Opens a Chaotic Season, která je završením sbírky a byla označena za „jeden z vrcholů české poezie posledních let“. V roce 2016 vydal sbírku Dny plné usínání, která vzbudila spíše odmítavé a polemické reakce. V létě 2020 vyšla kniha poezie s názvem Obyvatelé  a uprostřed léta 2024 pátá sbírka Konkrétní poštolka, která byla nominována na cenu Magnesia Litera za poezii v roce 2025 . 

### Básnické sbírky
- Světla mezi prkny (Agite/Fra, 2008)
- Past na Brigitu (Fra, 2012)
- Dny plné usínání (Fra, 2016)
- Obyvatelé (Fra, 2020)
- Konkrétní poštolka (Odeon, 2024)

### Esejistické knihy
- Poezie ve věku vnějškovosti: Eseje, recenze a jiné texty z let 2007–2022 (Fra, 2022)

### Účast v antologiích
- Rapporti di Errore (Mimesis, Milano 2010)[41]
- Um Tremor na Memória: Sete Poetas Checos Nascidos nos Anos 70 (Artefacto, Lisabon 2022)[42]

### Editor
- Nejlepší české básně 2010 (Host, 2010). Spolu s Miloslavem Topinkou.
- Karel Urianek: Beránek (Fra, 2013). Spolu Michalem Rydvalem.
- Adam Borzič: Počasí v Evropě (Malvern, 2013).
- Petr Řehák: Násobit ruce (Malvern, 2014).
- Jan Grabec: Odvahy se dostává (Malvern, 2016).
- Ladislav Selepko: Devatenáct měst (Malvern, 2016).
- Hostům z hlubin mrazu. Antologie básní o roku 1968 (Městská knihovna v Praze, 2018). Vyšla jako e-kniha ke stažení.
- Vratislav Effenberger: Pohlavky pro zvědavé (dybbuk, 2022). Edice Opium poezie.
- Každý ji zná tak bude maskovaná: 66 současných básní o Praze od 56 českých básníků a básnířek (Malvern, 2022).
- Stanislav Dvorský: Pozastavené stmívání (Malvern, 2023). Poslední dvě básnické skladby z autorovy pozůstalosti.